# Sandris Bērziņš
Sandris Bērziņš (ur. 15 lipca 1976 w Cēsis) – łotewski saneczkarz, srebrny medalista mistrzostw świata.

## Kariera
Pierwsze sukcesy w karierze osiągnął w 1993 roku, kiedy zdobył dwa medale podczas mistrzostw świata juniorów w Siguldzie. Najpierw w parze z Andrisem Nepartsem zwyciężył w dwójkach, a następnie zdobył brązowy medal w konkurencji drużynowej. Na rozgrywanych dziesięć lat później mistrzostwach świata w tej samej miejscowości wspólnie z Mārtiņšem Rubenisem, Anną Orlovą i Zigmārsem Berkoldsem wywalczył srebrny medal w zawodach drużynowych. Był to jego jedyny medal wywalczony na międzynarodowej imprezie tej rangi. W tej samej konkurencji był też między innymi piąty podczas mistrzostw świata w Altenbergu i mistrzostw Europy w Siguldzie w 1996 roku. W 1998 roku wystartował na igrzyskach olimpijskich w Nagano, gdzie zajął 25. pozycję w jedynkach. Brał też udział w igrzyskach w Salt Lake City, w parze z Ivarsem Deinisem zajmując dziesiąte miejsce w dwójkach.